# アフガニスタン共産党
アフガニスタン共産党（アフガニスタンきょうさんとう）は、アフガニスタンの共産主義党派の一つである。

## 概要
この党派の源流は1965年に成立した共産主義政党である青年進歩者協会とされている。アフガニスタンの共産主義運動は60年代にソ連派と中国派に分裂しており、この団体の指導者アクラム・ヤリは毛沢東主義者であった。この団体は街頭デモなどを行い警察とたびたび衝突しており非合法となっていた。機関誌「ショラヤ・ジェヴィド」は１１号で発行禁止となった。また、この団体はイスラム過激派とも対立しカブール大学では青年進歩者協会の学生活動家サイダル・ソカハンダンが後のアフガニスタン・イスラム党幹部となるショラヤ・ジェヴィドによって暗殺される事件も発生した。アフガニスタンの毛派はこの他に機関誌「ショレジョエ」を発行した「新民主主義」と言うグループも結成された。
親ソ派のアフガニスタン人民民主党政権が登場すると中ソ対立の影響で毛派であった青年進歩者協会は弾圧を受けることとなった。この結果組織は大打撃を受け分裂状態に陥ることとなった。いくつかのグループはムジャーヒディーンや「新民主主義」の内イスラム主義に傾倒したグループなどと共闘しアフガニスタン紛争 (1978年-1989年)に参加した。しかしながらその中には後にムジャーヒディーンによって飛行機ごと爆破された団体も存在した。
80年代後半、ムジャーヒディーンとの共闘に反対する勢力がアフガニスタン共産主義革命者核心を結成、その後他の毛派を統合しアフガニスタン共産主義者同盟が結成され、機関誌「ショラヤ・ジェヴィド」の発行を再開する。1991年にはアフガニスタン共産党に改称する。アフガニスタン共産党は他党派のさらなる統合を目指し、他の４団体とアフガニスタンマルクス・レーニン主義、毛沢東思想運動連合委員会を結成、2004年5月1日には委員会を母体としてアフガニスタン共産党（毛沢東主義者）を結成した。
現在アフガニスタン共産党（毛沢東主義者）、略称CPAはアフガニスタン社会を封建的社会とみなし民族民主革命を呼びかけている。しかしながらアフガニスタンラディカル左翼(ＬＲＡ)からは「党、軍、民族統一戦線の路線が前提とする民族ブルジョアジーはアフガンには存在しない。」「アフガン社会は、封建的、奴隷的残滓がどれほど広範にあれ、バックワードな資本主義社会である。およそ５００万のアフガン難民はもっぱらプロレタリアだ。」「もっぱらハザラ人の組織でしかなく、偏った考えに立っている」と批判されている。